# (75) Eurydike
(75) Eurydike – planetoida z pasa głównego planetoid okrążająca Słońce w ciągu 4 lat i 135 dni w średniej odległości 2,67 j.a. Została odkryta 22 września 1862 roku w Clinton położonym w hrabstwie Oneida, w stanie Nowy Jork przez Christiana Petersa. Nazwa planetoidy pochodzi od Eurydyki z mitologii greckiej.